# Relais 4 × 100 mètres féminin aux Jeux olympiques d'été de 1996 (athlétisme)
Navigation
Barcelone 1992 Sydney 2000
L'épreuve du relais 4 × 100 mètres féminin aux Jeux olympiques de 1996 s'est déroulée les 2 et 3 août 1996 au Centennial Olympic Stadium d'Atlanta, aux États-Unis.  Elle est remportée par l'équipe des États-Unis (Chryste Gaines, Gail Devers, Inger Miller et Gwen Torrence).

## Résultats

### Finale
| Rang               | Athlète                                                                 | Pays        | Temps   |
| ------------------ | ----------------------------------------------------------------------- | ----------- | ------- |
| Médaille d'or      | Chryste Gaines Gail Devers Inger Miller Gwen Torrence                   | États-Unis  | 41 s 95 |
| Médaille d'argent  | Eldece Clarke Chandra Sturrup Sevatheda Fynes Pauline Davis             | Bahamas     | 42 s 14 |
| Médaille de bronze | Michelle Freeman Juliet Cuthbert Nikole Mitchell Merlene Ottey          | Jamaïque    | 42 s 24 |
| 4                  | Yekaterina Leshchova Galina Malchugina Natalya Voronova Irina Privalova | Russie      | 42 s 27 |
| 5                  | Chioma Ajunwa Mary Tombiri-Shirey Christy Opara-Thompson Mary Onyali    | Nigeria     | 42 s 56 |
| 6                  | Sandra Citte Odiah Sidibé Patricia Girard-Léno Marie-José Pérec         | France      | 42 s 76 |
| 7                  | Sharon Cripps Kylie Hanigan Lauren Hewitt Jodi Lambert                  | Australie   | 43 s 70 |
| 8                  | Angie Thorp Marcia Richardson Simmone Jacobs Katharine Merry            | Royaume-Uni | 43 s 93 |

## Légende
Records et Performances
- AR : Record continental (area record)
- CR : Record des championnats (championship record)
- MR : Record du meeting (meet record)
- NR : Record national (national record)
- OR : Record olympique (olympic record)
- PR : Record paralympique (paralympic record)
- PB : Record personnel (personal best)
- SB : Meilleure performance personnelle de la saison (season's best)
- WL : Meilleure performance mondiale de l'année (world leader)
- WJR : Record du monde junior (world junior record)
- WR : Record du monde (world record)

Circonstances et Conditions
- DNF : N'a pas terminé (did not finish)
- DNS : N'a pas pris le départ (did not start)
- DQ : Disqualification (disqualification)
- NM : Aucun essai valable enregistré (No Mark)
- Q : Qualifié « directement » au prochain tour (ou à la prochaine compétition), lors d'une compétition majeure, grâce au classement ou à la réalisation des minima (automatic qualifier)
- q : Qualifié au prochain tour (ou à la prochaine compétition), lors d'une compétition majeure, grâce au repêchage ou à la réalisation de l'une des meilleures performances parmi celles des « non qualifiés directement » (grâce au meilleur temps ou à la meilleure distance par exemple) (secondary qualifier)